# Médaille de la Baltique
La Médaille de la Baltique est une médaille commémorative britannique instituée en 1856. 

## Historique et modalités d'attribution
Cette médaille a été instituée le 6 juin 1856, 5 mois après celle de Crimée, pour commémorer les opérations militaires conjointes de la Grande-Bretagne et de la France contre l'Empire Russe en Mer Baltique en 1854 et 1855, parallèlement à la guerre menée en Crimée, opérations qu'on appelle aussi Guerre d'Åland.
Elle a été attribuée aux officiers, soldats et marins de la Royal Navy, des Royal Marines et des Royal Sappers and Miners qui ont servi entre mars 1854 et août 1855 en Mer Baltique.
Un contingent de 9000 médailles a également été accordée gracieusement par la Grande-Bretagne à la France en vue d'être distribué aux membres du corps expéditionnaire français.
Ces médailles ne comportent pas d'attribution officielle sur leur tranche, tant pour les Français que pour les Britanniques, à l'exception de la centaine d'exemplaires décernée aux Royal Sappers and Miners qui ont procédé à la destruction des forts de Bomarsund et de Sweaborg. Par contre des attributions ont été gravées sur initiatives régimentaires ou privées.

## Caractéristiques
Médaille circulaire de 36 mm de diamètre et 4 mm d'épaisseur avec bélière ornée pivotante, représentant :
- sur son avers, le profil de la Reine Victoria (avec signature du graveur Wyon pour le modèle officiel britannique)

- sur son revers, une représentation de Britannia assise avec, à ses pieds, un canon, une pile de boulets, deux drapeaux croisés (probablement  britanniques et français) surmontés d'une couronne. À sa gauche, une représentation de la forteresse de Bomarsund et, à sa droite, une représentation de la forteresse de Sweaborg[3].

Ruban : jaune à liserés bleus, soit l'exact inverse du ruban de la Médaille de Crimée, créée 5 mois auparavant.